# Arrhenatherum elatius
Pour les articles homonymes, voir Fromental et Avoine (homonymie).
Espèce
Arrhenatherum elatius (fromental, avoine élevée, chiendent à boules selon les sous-espèces), est une espèce de plantes monocotylédones de la famille des Poaceae, sous-famille des Pooideae, originaire des régions tempérées d'Eurasie et d'Afrique du Nord.
Elle est aussi parfois appelée « fenasse » mais ce nom sert aussi à désigner d'autres plantes fourragères comme la fétuque élevée. 

## Répartition et habitat
L'avoine élevée est commune dans les régions tempérées d'Europe. On la trouve notamment dans les prairies, au bord des chemins et dans les friches, ainsi que comme mauvaise herbe des jardins.
Cette plante caractérise le type des prairies mésophiles de fauche, encore appelé Arrhenatherion elatioris.

## Description
Ce sont des  plantes herbacées vivaces, cespiteuses, aux tiges dressées pouvant atteindre 150 cm de long, à souche fibreuse.  
Les plantules sont à préfoliaison enroulée, à gaine cylindrique.
Les limbes sont 20 à 50 fois plus long que large, les feuilles plus ou moins poilues. Les ligules sont membraneuses.
La plante adulte mesure de 60 à 140 cm. Les tiges sont glabres, nombreuses, un peu luisantes. 
Présence de rhizomes blanchâtres qui gagnent la surface du sol et de tubercules à la base de la tige.
Les feuilles sont planes, à nervations peu marquées, nettement carénées à la base de la surface inférieure. Les gaines rapidement ouvertes, sont ciliées de longs poils blancs.
Les inflorescences sont des panicules lâches, allongées (10 à 30 cm), blanchâtres ou violacées, contractées avant et après la floraison.
Les fruits sont des caryopses.
Les semences sont généralement dispersées sans les glumes et constituées de plusieurs fleurs : une stérile et une fertile.
Fleurs stériles plus développées que les fertiles, avec fréquemment une longue arête (> 7 mm) basale coudée, torsadée dans sa première partie. Lemme du fleuron fertile portant souvent une courte arête subterminale.
La floraison se situe en mai-août.

## Taxinomie

### Synonymes
Selon Catalogue of Life (5 octobre 2017) :
- Arrhenatherum avenaceum P.Beauv., nom. superfl.
- Avena elata Salisb., nom. illeg.
- Avena elatior L.
- Avenastrum elatius (L.) Jess.
- Holcus avenaceus Scop., nom. superfl.
- Holcus elatior (L.) Scop.

### Liste des sous-espèces
Selon Catalogue of Life (5 octobre 2017) :
- Arrhenatherum elatius subsp. bulbosum (Willd.) Schübl. & G.Martens l'avoine à chapelet, qui se distingue seulement par la présence de bulbes à la base de la tige.
- Arrhenatherum elatius subsp. elatius, le fromental proprement dit.
- Arrhenatherum elatius subsp. sardoum (Em.Schmid) Gamisans

## Utilisation
La sous-espèce elatius, ou fromental, est une plante fourragère appréciée car elle est très feuillue, de croissance rapide, profondément enracinée et résistante à la sécheresse.

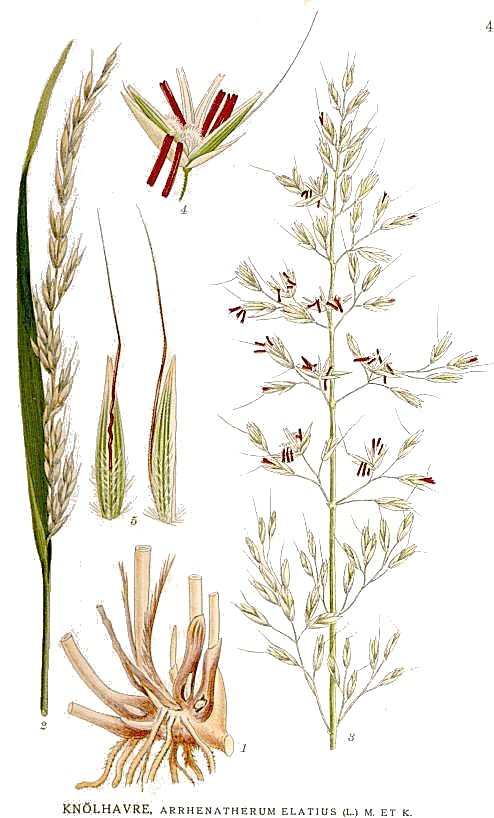
Avoine élevée, détails

Elle n'est pas cultivée par les éleveurs en France, sa valeur alimentaire étant considérée comme moyenne par rapport aux espèces fourragères sélectionnées mais on peut la rencontrer dans les prairies permanentes surtout en zone subalpine.
En 2023, 5 variétés sont inscrites au catalogue officiel des espèces et variétés.

## Symbolique

### Calendrier républicain
Le « fromental » voyait son nom attribué au 7e jour du mois de prairial du calendrier républicain / révolutionnaire français, généralement chaque 26 mai du calendrier grégorien.